# Buellia parastata
Buellia parastata är en lavart som först beskrevs av William Nylander och som fick sitt nu gällande namn av Alexander Zahlbruckner. 
Buellia parastata ingår i släktet Buellia och familjen Physciaceae. Inga underarter finns listade i Catalogue of Life.